# De Langesloot
De Langesloot was een waterschap in Friesland dat een bestuursorgaan was van 1910 tot 1969. Het grondgebied lag bij oprichting in de gemeenten Gaasterland en Lemsterland.
Aanvankelijk was het grondgebied 375 ha groot, maar in 1932 werd de omvang vastgesteld op 594 ha. Het doel van het waterschap was het regelen van de waterstand en het bevorderen van de verkeersgelegenheid.
Per 1 mei 1969 werd het waterschap opgeheven en ging het in de eerste grote waterschapsconcentratie in die provincie, op in het waterschap Tusken Mar en Klif. Na verdere fusies valt het gebied sinds 2004 onder Wetterskip Fryslân.